# Xacti
Xacti（ザクティ、英: Xacti Corporaton ）は、産業用デジタルカメラの製造・開発およびデジタル映像ソリューションを主軸とするメーカー。
本項目では、2009年にパナソニックグループに買収されて解体された旧・三洋電機が「Xacti」ブランドで展開していたデジカメについても記述する。

## 概要
主に法人向け、産業向け、日本国政府および自治体向けのソリューションを展開している。製品としては、高所や現場作業などで使われるウェアラブルカメラ、ドライブレコーダーやドローンなどに搭載される業務用カメラ、日本国政府の主導する国策ドローンやDX推進のための国策向けカメラ、などを製造・開発している。
旧・三洋電機のOEM向けデジタルカメラ事業を分社化して設立された、旧・三洋DIソリューションズ株式会社を源流とする。旧三洋電機は自社ブランド「Xacti」に加え、OEMを通してデジタルカメラ事業を手掛けてきたが、2009年に三洋電機グループはパナソニックの子会社となった。パナソニックはデジタルカメラ市場において、自社のLUMIXブランドを強力に推進していることから、パナソニック以外のメーカーがOEMの協力先として三洋電機を選びにくい状況になった。そのため、自立性を高めて顧客・取引先との信頼関係をさらに深化させ、OEM事業拡大を目指すべく、2012年7月に三洋電機の全額出資で三洋DIソリューションズを設立。三洋電機の国内デジタルカメラ・デジタルムービーカメラ事業を吸収分割により承継した。同時に、月産100万台超のデジカメ製造能力を持つ旧・三洋電機のインドネシア工場を承継した。
2013年3月31日、三洋電機が所有する三洋DIソリューションズの全株式が、アドバンテッジ パートナーズ有限責任事業組合による投資ファンドが出資する特別目的会社株式会社AP26に譲渡され、翌4月1日付で株式会社ザクティに社名変更した。2018年4月、株式会社ザクティホールディングスの全株式を日本アジアグループ株式会社が取得し、同社の子会社となった。
元々は受託製造（OEM）による他社ブランドの一般消費者向けデジタルカメラを製造・開発する目的で、パナソニックグループから独立して設立されたが、一般消費者向けデジカメ市場の縮小に伴い、展開を終了。その後はデジカメからの脱皮を図り、デジカメ開発で培ったデジタルイメージング技術をベースとした業務用・政府用の製品開発に軸足を移している。
2023年現在、作業員の眼鏡に取り付けて現場と本部で映像を共有できる産業用ウェアラブルカメラ「Xacti LIVE（ザクティライブ）」（「CEATEC AWARD 2023」デジタル大臣賞受賞）が主力サービスとなっている。Xactiの提供する「揺れ補正機能搭載カメラによる遠隔モニタリングシステム」(遠隔支援ソリューション、製品名「遠場監督」)と「重機取付型セーフティカメラシステム」(重機安全ソリューション、製品名「ドボレコ」)は、公共工事に利用されることを前提として、2021年に国土交通省のNETIS (公共工事等における新技術情報提供システム) に登録されている。また、国内唯一のドローン用ジンバルカメラの製造元として、日本政府調達の国産ドローンを開発するために国立研究開発法人 新エネルギー・産業技術総合開発機構（NEDO）が2020年より推進する「安心安全なドローン基盤技術開発事業」の元、2020年には日本国政府からドローン用カメラの製造開発を受託し、2022年より民生向けを「CX-GB」シリーズとして展開している。
なお、「Xacti」とは、“exact”と“active”の2つの単語をモチーフに、正確さ・緻密さとスピード・動きを表現した造語である。

## 沿革
- 1997年3月1日 - 三洋ブランドのデジタルカメラ1号機・DSC-V1発売[4]。当初のブランドは「Multi-z（マルチーズ）」[5]。
- 2003年3月21日 - Xactiブランドのデジタルカメラ1号機・DSC-J1発売。
- 2003年11月7日 - ガングリップタイプ採用1号機・DMX-C1発売。
- 2006年2月 - HD録画対応1号機・DMX-HD1発売。
- 2007年3月10日 - Xactiを冠した最初のICレコーダー、ICR-PS285RM発売。
- 2007年3月14日 - 三洋電機が4社と協力して、"Xacti2.0プロジェクト"を発足。
- 2007年5月31日 - "Xacti2.0プロジェクト"に新たに4社が加わる。
- 2008年12月19日 - パナソニックと三洋電機が資本・業務提携契約を結ぶ[6]。
- 2009年12月21日 - パナソニックが友好的TOBによって三洋電機株の過半数を取得、子会社となる[7]。
- 2011年4月1日 - 株式交換により三洋電機がパナソニックの完全子会社となる。Xactiブランドによるデジタルカメラ・ICレコーダーの生産はこの段階で終了、パナソニックのAVCネットワークス社へ移管された。
- 2011年5月25日 - パナソニックが、Xactiを受け継いだ「デジタルムービーカメラ」の国内発売を発表[8]。
- 2012年4月25日 - 三洋電機が国内デジタルカメラ・デジタルムービーカメラ事業を分社化すると発表[9]。
- 2012年7月1日 - 三洋DIソリューションズ株式会社設立、三洋電機の国内デジタルカメラ・デジタルムービーカメラ事業を吸収分割により承継。
- 2012年12月21日 - 三洋電機が三洋DIソリューションズ株式の譲渡を発表[10]。
- 2013年3月31日 - 株式会社AP26が三洋DIソリューションズの全株式を取得。
- 2013年4月1日 - 株式会社AP26が株式会社ザクティホールディングスに、三洋DIソリューションズ株式会社が株式会社ザクティにそれぞれ社名変更[11]。
- 2018年4月 - 株式会社ザクティホールディングスの全株式を日本アジアグループ株式会社が取得し、同社の子会社となる[12]。

## 三洋・Xacti
Xacti（ザクティ）とは、旧・三洋電機が生産していたデジタルカメラ・カムコーダー（ムービーカメラ）とICレコーダー（ボイスレコーダー）のブランド。

### デジタルカメラ・カムコーダー

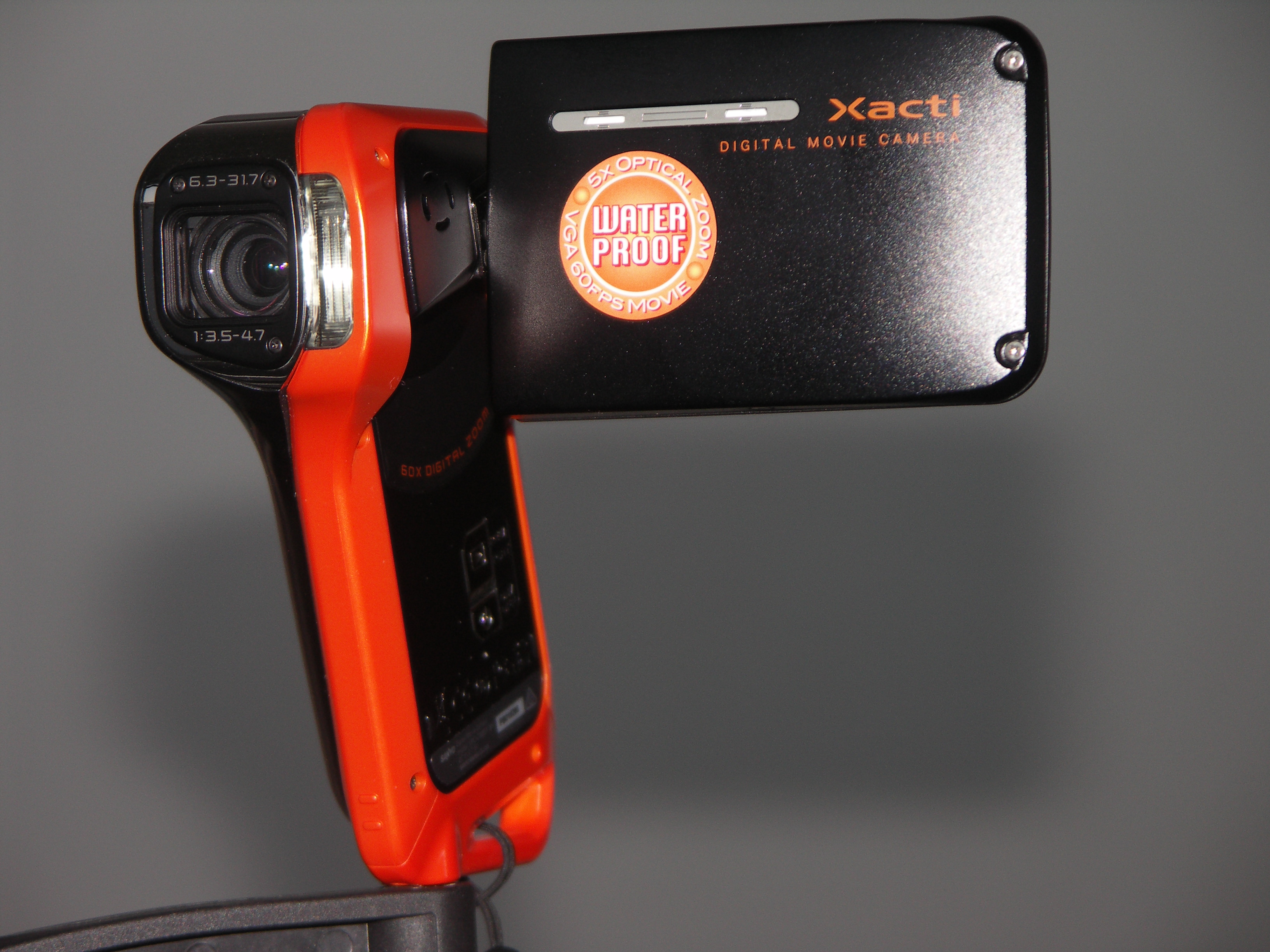
DMX-CA8

基本コンセプトは「小型軽量コンパクト」「静止画と動画を1台で」「パソコンとの親和性の高い動画」。デジタルスチルカメラとビデオカメラの特徴を併せ持ち、他のデジタルカメラと比べて動画を重視している。形状も「ガングリップタイプ（またはグリップタイプ）」と呼ばれる拳銃のような形をしている製品が多いことが特徴。
2003年に発売されたDMX-C1から、ガングリップタイプを採用。またMotionJPEGに代わりMPEG-4の動画フォーマットを採用したのもこのモデルからである。2007年4月に発売したDMX-CG65以降はフォーマットを"MPEG-4 AVC/H.264"に変更。画質の向上や撮影時間の延長が図られた。
2006年2月、初めてHD撮影に対応した製品DMX-HD1が発売。以後生産終了まで数機種発売された。
全ての製品の記録媒体はSDメモリーカードで、2006年発売の機種からはSDHCメモリーカードに、さらに末期の製品はSDXCメモリーカードにそれぞれ対応している。
三洋はXactiを「デジタルムービーカメラ」と称していた。動画を重視している背景には、かつて手がけていた8ミリビデオで、独自の技術を活かして差別化できず、競争力がなくて撤退したため、培ってきたその技術を応用できないか、という考えから来ている。三洋から移管を受けたパナソニックは、製品名に「Xacti」ではなくこの呼称を使用、防水・防塵性能の高さを前面に打ち出したスポーツ・レジャー向け製品と位置づけている。なお、パナソニックは2014年にデジタルムービーカメラの生産を終了し、これに割り当てられていた品番「HX-」はウェアラブルカメラが引き継いでいる。
連携
- 周辺機器
  - Xacti-Universe - 2006年から、Xactiを中心とした周辺機器などの製品展開や活動を"Xacti-Universe"（ザクティ・ユニバース）と称して推進していた。具体的な内容は、Xactiで撮影した動画を自社製品のプロジェクタで活用することなどを提案することである。
  - Xacti library - 撮影データをパソコンを介さず、市販のパソコン用外付けハードディスクに保存することができる機能。DMX-HD1000から採用された。ドッキングステーション（クレードル）のUSB端子から付属のUSB変換ケーブルを使用し、外付けハードディスクに接続。カメラ内のSDカードのデータを転送できる。ちなみに外付けのハードディスクをパソコンにつなぎ替えると通常のストレージの機能を果たし、中のデータを確認できる。

- 他社サービス
  - Xacti 2.0 -2007年3月、三洋は"Xacti-Universe"を更に発展させるプロジェクトとして、他社と共同で"Xacti 2.0（ザクティツーポイントオー）プロジェクト"を発足させた。プロジェクトの内容はDMX-CG65などで採用された MPEG-4 H.264 形式の動画を各社のサービスで使えるようにするほか、宣伝活動や市場動向調査の協力などである。シーボックス、エムログ、シックス・アパート、ボイスバンク、アクシード、フリップ・クリップ、フジテレビラボLLC、アスクドットジェーピー、アッカ・ネットワークスなどが参加していた。

#### 製品一覧
スチルカメラ型
- DSC-J1（2003年3月発売） - この機種で初めて「Xacti」ブランド名が用いられた。有効画素数320万画素。「音声ガイド」機能搭載。色はシルバーとピンクの2色。
- DSC-S1（2003年9月発売） -
- DSC-J2（2003年10月発売） - 発売当時は起動が世界最速の0.9秒であった。
- DSC-J4（2004年発売） - 有効画素数400万画素。デジタルカメラとしては初めて、「アシストライト」機能を搭載した。
- DSC-S3（2004年6月発売） - 専用バッテリーだけでなく、乾電池も使用できた。有効画素数300万画素。
- DSC-S4（2004年7月発売） - 専用バッテリーだけでなく、乾電池も使用できた。有効画素数400万画素。
- DSC-S5（2005年2月発売） - 有効画素数510万画素。
- DSC-E6（2005年9月発売） - 有効画素数600万画素。3型液晶モニタ、「タッチフォーカス」機能搭載。色はシルバーと白の2色。
- DSC-S6（2005年10月発売） - 「タッチフォーカス」機能搭載。有効画素数600万画素。電源は乾電池のみ。
- DSC-S60（販売店受注モデル） -
- VPC-E60（海外販売のみ） -
- DSC-E7（2006年10月発売、国内向け専用モデル）
- VPC-S50（2006年11月発売） - 有効画素数510万画素。欧州のみの発売。
- DSC-S7（販売店受注モデル）
- VPC-S70（2007年4月発売。海外販売のみ）
- VPC-E10（2008年発売）
- VPC-X1200（2009年発売）

ガングリップ型

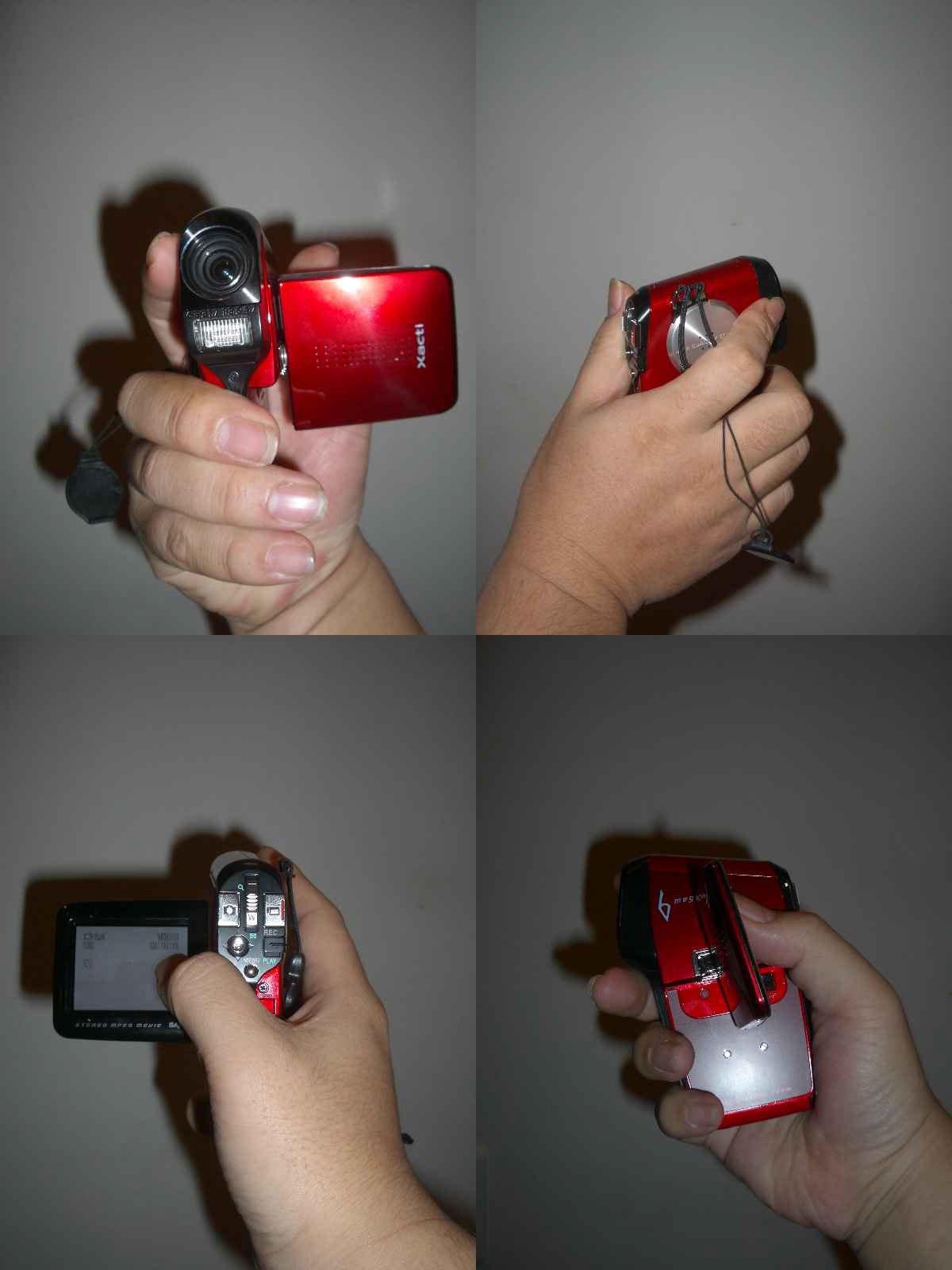
DMX-C6

- DMX-C1（2003年11月発売） - ガングリップタイプの製品では最初に発売された。有効画素数320万画素。充電やパソコンとの接続用としてドッキングステーションを初めて採用した。最初に販売された製品の色はシルバー1色であったが、後になって赤と黒のモデルを出している。
- DMX-C4（2004年9月発売） - 初めて「手ぶれ防止」機能が付いた製品。この製品から自社の製品を「デジタルムービーカメラ」と称するようになった。有効画素数423万画素。色はゴールドと青とオレンジ色の3色。
- DMX-C5（2005年3月発売） - DMX-C4に比べて半分程度の大きさまで小型化された。有効画素数500万画素。色はシルバー、ブロンズ色、白の3色。
- DMX-C40（2005年11月発売） - 60fps（1秒あたり60コマ）でのテレビ再生機能を初めて搭載。
- DMX-C6（2005年11月発売） - 有効画素数600万画素。色はシルバーと赤と黒の3色に加え、ハローキティモデルがある。9画素混合ムービー技術により、夕暮れ時や室内撮影でも高感度撮影可能になった。ファームウェアの更新で、SDHCメモリーカードに対応。
- DMX-CG6（2006年11月発売） - 内蔵しているジャイロセンサーで撮影時のぶれを記録して後からカメラ内で修正できる「手ぶれキャンセラー」機能を搭載。SDHCメモリーカード対応。有効画素数は600万画素。色はシルバーと青とピンクの3色。
- DMX-CG65（2007年4月発売） - 動画のフォーマットにH.264を採用。内蔵しているジャイロセンサーで撮影時のぶれを記録して後からカメラ内で修正できる、「手ぶれキャンセラー」機能を搭載。SDHCメモリーカード（8GB）対応。有効画素数600万画素。色はシルバーと緑と黒の3色。
- DMX-CG9（2008年4月発売） - CMOSイメージセンサをXactiで初めて採用。動画撮影時の静止画撮影の処理能力を向上させたほか高解像度化も実現した。有効画素数910万画素。色は白と赤と黒の3色。
- DMX-CG110（黒は2010年1月発売。赤は同年4月） - 1080i撮影が可能な機種。有効画素数1190万画素。SDXCメモリーカード（64GB）対応。色は赤と黒の2色。

- HD対応機種

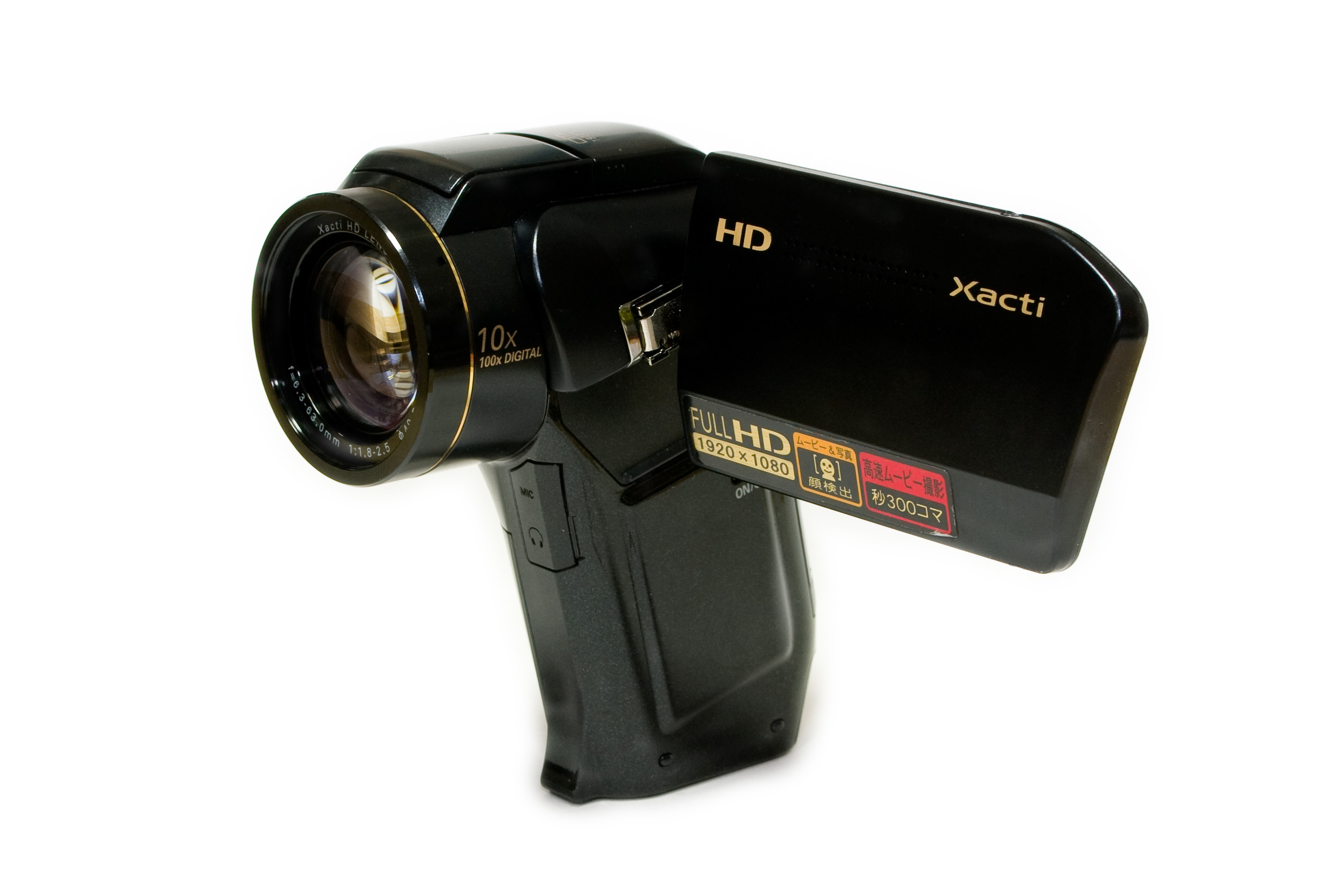
DMX-HD1010

  - DMX-HD1（2006年2月発売） - Xactiで初めて720p撮影に対応した機種。有効画素数510万画素。光学10倍ズーム搭載。ファームウェアの更新で、SDHCメモリーカードに対応。モニターに有機ELを採用。
  - DMX-HD1A（2006年9月発売） - 720p撮影が可能な機種。有効画素数510万画素。光学10倍ズーム搭載。SDHCメモリーカード対応。モニターには液晶を採用。
  - DMX-HD2（2007年3月発売） - ハイビジョン撮影が可能な機種。有効画素数710万画素。光学10倍ズーム搭載。SDHCメモリーカード（8GB）対応。
  - DMX-HD1000（2007年9月発売） - 1080i撮影が可能な機種。有効画素数400万画素。光学10倍ズーム搭載。SDHCメモリーカード（8GB）対応。色は銀と黒の2色。1/2.5型C-MOSを単板で利用しており、F1.8のレンズを組み合わせている。またXactiの特徴である動画撮影時の静止画同時撮影機能が大幅に変更。動画撮影時の静止画撮影は動画撮影時の解像度のものしか撮影できないように変更されている。例えばフルHD撮影時は"1920×1080の静止画"（静止画の基準で言うと"207万画素"）となる。代わりに従来機種のように高解像度写真の同時撮影時に動画の方が一時的に止まるようなことはなくなっている。静止画単体で撮影する場合は4M撮影と8M記録も選択できる。フルHDのデータのPCでの編集はバンドルソフトしか正式対応していない。
  - DMX-HD700（2007年10月発売） - 720p撮影が可能な機種。有効画素数710万画素。光学5倍ズーム搭載。SDHCメモリーカード（8GB）対応。色は銀、赤、茶の3色。別売のドッキングステーションで、Xacti libraryに対応。
  - DMX-HD1010（2008年6月発売） - 1080i撮影が可能な機種。
  - DMX-HD800（2008年8月発売） - 720p撮影が可能な機種。
  - DMX-HD2000（2009年2月発売） - 1080p撮影が可能な機種。
  - DMX-CG10（2009年2月発売） - 720p撮影が可能な機種。
  - VPC-HD2000A（2009年9月発売、海外販売のみ） - 1080p撮影が可能な機種。
  - DMX-CG11（2009年9月発売） - 720p撮影が可能な機種。

- 防水モデル
  - DMX-CA6（2006年8月発売） - 「JIS保護等級4」に相当する「生活防水」機能を備えている。SDHCメモリーカード対応。有効画素数600万画素。色はシルバーと白の2色。
  - DMX-CA65（2007年6月発売） - 動画のフォーマットに、H.264を採用。「JIS保護等級8」に相当する「防水IPX8」機能を備えている。色は白、水色、黄色の3色。
  - DMX-CA8（2008年5月発売）
  - DMX-CA9（2009年3月発売） - 720p撮影が可能。
  - DMX-CA100（2010年6月発売） - フルハイビジョン撮影が可能。防水対応の民生用ビデオカメラとしては世界初とされている。

ビデオカメラ型
- HD対応機種
  - VPC-FH1（2009年3月発売、海外販売のみ） - 1080p撮影が可能。
  - DMX-FH11（2009年4月発売） - 1080p撮影が可能。
  - VPC-TH1（2009年3月発売、海外販売のみ） - 720P対応。
  - VPC-FH1A（2009年8月発売、海外販売のみ） - 。1080p撮影が可能。

- 防水モデル
  - DMX-WH1（2009年3月発売） - 720P対応。
  - DMX-WH1E（2009年5月発売） - 720P対応。

### ICレコーダー
三洋電機はもともと、ICレコーダーを「DIPLY TALK（ディプリトーク）」または「DIPLY（ディプリ）」のブランドで展開していたが、2007年に発売したICR-PS285RMで「Xacti」を冠した製品を初めて投入した。2009年までは「DIPLY」ブランドの製品も引き続き投入されたが、2010年のICR-XPS03MFおよびICR-XPS01MFからは、「Xacti SOUND RECORDER（ザクティ・サウンドレコーダー）」にブランドを統一した。ICR-B002RM以外の全機種がリニアPCM(WAV)録音に対応する。

#### 製品一覧
※日本国内で発売された製品のみ記載。
- ICR-PS285RM （2007年3月発売） - チルトアップ式ステレオマイクを搭載し、内蔵メモリは2GB。電源は単4エネループ（付属）またはアルカリ乾電池。
- ICR-XPS03MF （2010年1月発売） - ステレオマイクに加えズームマイクとFMチューナーを内蔵し、薄型リチウムイオン電池、タッチセンサー、マイクロSD/SDHCカードスロット搭載。スピーカー搭載で本体充電に対応するマルチクレードルと4GBのマイクロSDカード同梱。
- ICR-XPS01MF （2010年1月発売） - XPS03MFからズームマイクを省略、同梱のマイクロSDカードは2GB。色は銀・赤・緑色。
- ICR-PS605RM （2010年2月発売） - ICレコーダーとしては当時世界初となる6つのマイクを採用、音楽録音からビジネスまで幅広い用途に対応。内蔵メモリは4GB、マイクロSD/SDHCカードスロットも搭載。電源は単4エネループ（付属）またはアルカリ乾電池。ウインドスクリーンも付属する。
- ICR-PS504RM （2010年2月発売） - ズームマイク含め3つのマイクとマイクロSD/SDHCカードスロットを搭載、ノイズキャンセル再生に対応。内蔵メモリは4GB、電源は単4エネループ（付属）かアルカリ乾電池。
- ICR-PS502RM （2010年2月発売） - PS504RMの内蔵メモリを2GBとし、ノイズキャンセル再生を省略したモデル。
- ICR-XRS120MF （2010年4月発売） - AM/FMチューナーとマイクロSD/SDHCカードスロットを搭載。最大20件の予約録音に対応し、マルチクレードルと2GBのマイクロSDカード同梱。電源は専用リチウムイオン電池。波形を分析し、FMラジオの楽曲部分だけを録音する機能も搭載しており、この機能をめぐって発売当時議論となった[15]。
- ICR-B002RM （2010年9月発売） - 大型の液晶画面やボタン、音声ガイドなどを装備した初心者向けモデル。内蔵メモリは2GB、電源は単4アルカリ乾電池。
- ICR-PS515RM （2010年11月発売） - シーンに応じて3種類から選べる可動式マイクと補正マイクを搭載し、ノイズキャンセル再生に対応。内蔵メモリは8GB、マイクロSD/SDHCカードスロットも搭載。電源は単4エネループ（付属）かアルカリ乾電池。ウインドスクリーンも付属する。
- ICR-PS401RM （2010年11月発売） - PS515RMのマイクを全方向性ステレオマイクに変更し、ノイズキャンセル再生を省略。色は白と桃色でウインドスクリーンは付属しない。
- ICR-PS511RM （2011年1月発売） - ステレオマイクのほか、スライドして前面に押し出せるズームマイクが特徴。ノイズキャンセル再生に対応。内蔵メモリは4GB、マイクロSD/SDHCカードスロット搭載。電源は単4エネループ（付属）かアルカリ乾電池。

### その他
- DMX-C1発売当初、テレビCMには、SMAPの草彅剛を起用していた。その後、「赤と黒のパンダ」や桐島ローランドを起用。末期の2010年には長谷川潤が出演していた[16]。